# الإنباه على قبائل الرواة
الإنباه على قبائل الرواة هو كتاب في الأنساب، ألفه الحافظ ابن عبد البر (368 هـ - 463 هـ)، ذكر المؤلف في كتابه أنساب القبائل التي روت الحديث عن رسول الله. ويأتي ذلك من باب معرفة أنساب كل من روى حديثًا عن النبي محمد لبيان مدى صدقه.

## مقدمة الكتاب
وقد قال الحافظ ابن عبد البر في مقدمة الكتاب:
| الإنباه على قبائل الرواة | أما بعد. فإني ذكرت في كتابي هذا أمهات القبائل التي روت عن رسول الله، وقربت ذلك واختصرته وبيّنته، وجعلته دليلا على أصول الأنساب، ومدخلا إلى كتابي في الصحابة، ليكون عونا للناظرين فيه، ومنبها على ما يحتاج إليه من معرفة الأنساب، فإنه علم لا يليق جهله بذوي الهمم والآداب، لما فيه من صلة الأرحام، والوقوف على ما ندب إليه النبي بقوله (تعلموا من أنسابكم ما تصلون به أرحامكم) | الإنباه على قبائل الرواة |

## وصلات خارجية
- تحميل كتاب الإنباه على قبائل الرواة المكتبة الشاملة
- تحميل كتاب الإنباه على قبائل الرواة المكتبة الإسلامية الشاملة